# حياة ومغامرات بابا نويل
حياة ومغامرات بابا نويل (بالإنجليزية: The Life and Adventures of Santa Claus)‏ هو كتاب للأطفال صدر عام 1902 بقلم ليمان فرانك بوم وبرسوم ماري كاولز كلارك.